# 一誠 (僧)
一誠（いっせい、1927年2月2日 - 2017年12月21日）は、中国の禅僧。字は悟円、法名は一誠、常妙、衍心。湖南省長沙市望城出身で俗姓は周氏。

## 略歴
1927年、湖南省長沙市望城で生まれる。姓は周、名は雲生。23歳で望城県洗心禅寺にて出家得度、明心に師事。1956年、韶関市の南華寺の虚雲のもとで具足戒を受ける。性福は、一誠に潙仰宗衣法を授かる。
1956年から1959年、仏学研究院に入って勉学に励む。
1966年から1976年、その時ちょうど文化大革命であったため、雲居山の開拓場で農業に従事。
1978年の年末、彼は出家人としての生活に戻る。1979年、江西省雲居山の真如禅寺に移る。1985年、真如禅寺の方丈に就任。
1986年、江西省永修県仏教協会会長に当選。江西省仏教協会会長に当選。
2002年9月、中国仏教協会会長に当選。
2017年12月21日、江西省雲居山真如禅寺にて示寂、享年91、僧臘68年、戒臘61夏。

## 著書
- （中国語）『容忍』九州出版社、2014年。ISBN 9787510819872。
- （中国語）『平常心』九州出版社、2013年。ISBN 9787510819865。
- （中国語）『世界是自己的、与別人無関』貴州人民出版社、2017年。ISBN 9787221115034。
- （中国語）『宝峰山志』中国仏教出版社、2004年。

## 賞
- 2013年、孔子平和賞[5]。